# DR-Baureihe E 42
Die Baureihe E 42 (ab 1970 Baureihe 242) der Deutschen Reichsbahn war eine Elektrolokomotive, die eine für den Güterverkehr und langsamen Personenverkehr abgewandelte Version der DR-Baureihe E 11 darstellte. Bei der Deutschen Bahn waren diese Lokomotiven noch kurze Zeit als DB-Baureihe 142 im Einsatz. Einige Lokomotiven wurden in die Schweiz verkauft und als Ae 417, Ae 476 oder Ae 477 bezeichnet. Die Baureihe ist auch unter dem Spitznamen Holzroller bekannt.

## Konstruktive Merkmale

### Mechanischer Teil
Der Drehgestellrahmen ist eine Schweißkonstruktion aus kastenförmigen Stahlblech-Hohlträgern. Am Drehzapfenträger sind die Fahrmotoren aufgehängt. Die Drehgestelle sind durch eine spezielle Kupplung miteinander verbunden. Der Hauptrahmen ist eine Schweißkonstruktion und ist als Brückenrahmen ausgeführt. Die Bodenbleche für die Führerstände und den Maschinenraum sind als tragende Teile in die Konstruktion einbezogen. Der Lokkasten ist eine selbsttragende Stahlkonstruktion in Leichtbauweise und mit dem Hauptrahmen verschweißt. Die Bremseinrichtung besteht aus einer einlösigen Druckluftbremse mit Zusatzbremse (K-GP mZ) und einer Spindelhandbremse. Ab der Lok E 42 023 besaßen die Lokomotiven auf jeder Seite sechs einzelne Lüftungsgitter.

### Elektrischer Teil
Die Scherenstromabnehmer waren Neukonstruktionen und besitzen Doppelschleifstücke. Dieser Stromabnehmertyp fand auch bei den von der Deutschen Reichsbahn betriebenen Altbau-Elektrolokomotiven der Baureihen E 04, E 44 und E 94 Verwendung. Der Hauptschalter ist ein Druckgasschalter mit einer Abschaltleistung von 200 MVA. Der Haupttransformator ist ein fremdbelüfteter Manteltransformator mit Scheibenwicklung in Sparschaltung. Für den Motorstromkreis hat er 15 Anzapfungen, für die Zugheizung zwei und für die Hilfsbetriebe eine Anzapfung. Das Nockenschaltwerk hat 14 Fahrstufen und verfügt über ein Stufenschaltwerk zur feinstufigen Spannungsänderung zwischen den Fahrstufen. Die Fahrmotoren sind als fremdbelüftete zwölfpolige Wechselstrom-Reihenschlussmotoren mit Wendepol- und Kompensationswicklung ausgeführt.

## Geschichte

### Einsatz bei der Deutschen Reichsbahn
Nachdem 1963 LEW die ersten zwei Vorserienloks auslieferte (E 42 001 und 002), begann noch im gleichen Jahr die Serienfertigung dieser Bo’Bo’-Loks. Insgesamt wurden bis 1976 292 Stück beschafft, wobei bis Ende 1970 schon 186 Loks ausgeliefert waren. Da die Entwicklung einer neueren Elektrolokomotive gestoppt worden war, wurden eine weitere Serie 242 187–292 in Auftrag gegeben, die von 1970 bis 1976 ausgeliefert wurde. Neben dem Dienst vor Personenzügen und Güterzügen kamen die Lokomotiven auch im S-Bahn-Verkehr von Leipzig und Dresden zum Einsatz. Heimat-Bahnbetriebswerke waren in den Anfangsjahren (bis 1970) Bitterfeld, Erfurt, Halle (Saale), Chemnitz (damals Karl-Marx-Stadt), Leipzig, Weißenfels und Zwickau.

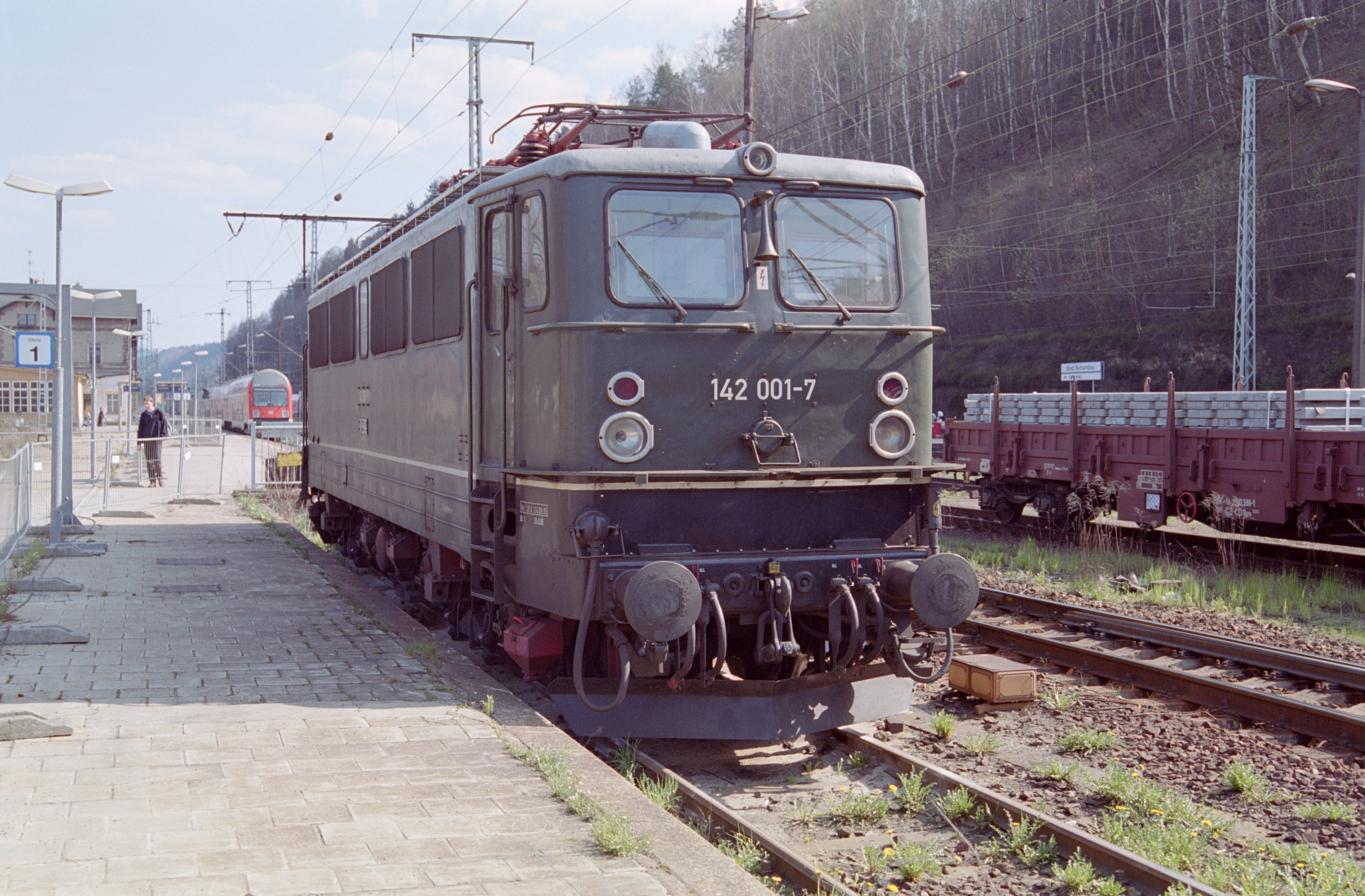
BR 142 im Sommer 2007

Die Lokomotiven der Baureihe E 42 sollten Güterzüge mit einem Gewicht von 1.800 t in der Ebene mit 80 km/h; Güterzüge mit einem Gewicht von 1.000 t bei 5 ‰ Steigung mit 60 km/h und Personenzüge mit einem Gewicht von 500 t bei 5 ‰ Steigung mit 90 km/h befördern können. Nach Anfangsschwierigkeiten zeigten die Loks der Baureihe E 42 gute Laufeigenschaften und Leistungen. Änderungen seitens des Herstellers, welche nicht mit der DR abgesprochen waren, erwiesen sich als unvorteilhaft und wurden rückgängig gemacht. Die Loks befördern im Güterzugdienst 1.900 t in der Ebene und 1.000 t bei 5 ‰ Steigung mit 80 km/h; im Personenzugdienst 800 t in der Ebene mit 100 km/h und 825 t bei 5 ‰ mit 90 km/h.
Da einige Maschinen der Baureihe 211 nach der Anschaffung von Lokomotiven der Baureihe 243 in 242er umgebaut wurden, gab es zum 1. Januar 1992 bei der DR sogar 305 Stück. In den folgenden Jahren wurden sie dann verschrottet, die letzte Lokomotive bei der DB wurde 1999 abgestellt.

### Einsatz in der Schweiz

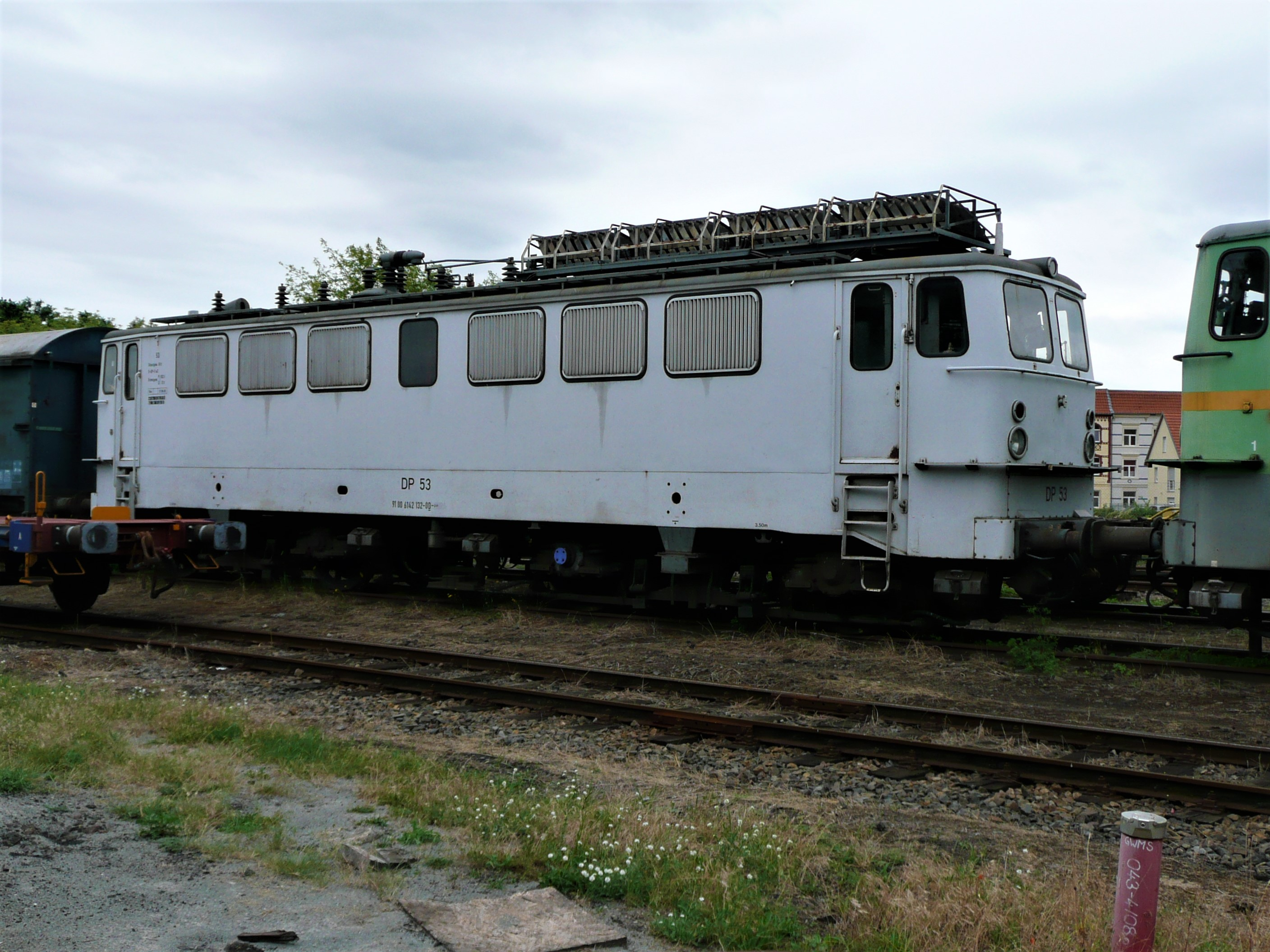
Ehemalige BR 142 mit Schweizeinsatz als EGP 142 132 im Historischen Lokschuppen Wittenberge

18 Lokomotiven konnten ab 1993/1994 in die Schweiz an die Lokoop, einer Allianz zwischen der Mittelthurgaubahn (MThB), Südostbahn (SOB) und dem Reisebüro Mittelthurgau (RMT), verkauft werden. Diese wurden revidiert und als Ae 477 (zunächst als Ae 476) vorwiegend in der Ostschweiz im Güterverkehr eingesetzt. Nach der Fusion der SOB mit der BT stieg die neue SOB aus der Kooperation aus. Die Mittelthurgaubahn strebte im Personenverkehr eine Kooperation mit den SBB an, wofür ein neues Unternehmen, die Thurbo, gegründet wurde. Bevor diese den Betrieb aufnehmen konnte, geriet die MThB in Liquiditätsprobleme und wurde letztendlich liquidiert. Das Gütergeschäft samt Loks übernahm SBB Cargo. Diese hatte jedoch selbst genügend Triebfahrzeuge und verkaufte alle 18 Loks 2003 an die Westfälische Almetalbahn GmbH (WAB). Diese betrieb die Lokomotiven in ganz Deutschland. Die Chemins de fer fribourgeois Gruyère–Fribourg–Morat (GFM) schlossen sich der Lokoop-Beschaffung an und kauften deren zwei als Ae 417 (ehemalige DB 142 110 und 145). Im Herbst 2006 wurden sie vom Unternehmen, das sich mittlerweile Transports publics fribourgeois (TPF) nennt, an die Eggegebirgsbahn GmbH verkauft.
Anfang 2008 trat auch die letzte noch in der Schweiz verbliebene Lok, nämlich die als erste direkt von der Südostbahn (und noch nicht von der Lokoop) gekaufte Ae 476 012 (ehemals Ae 476 468 und DB 142 042), den Weg zurück nach Deutschland an.

## Gegenwart

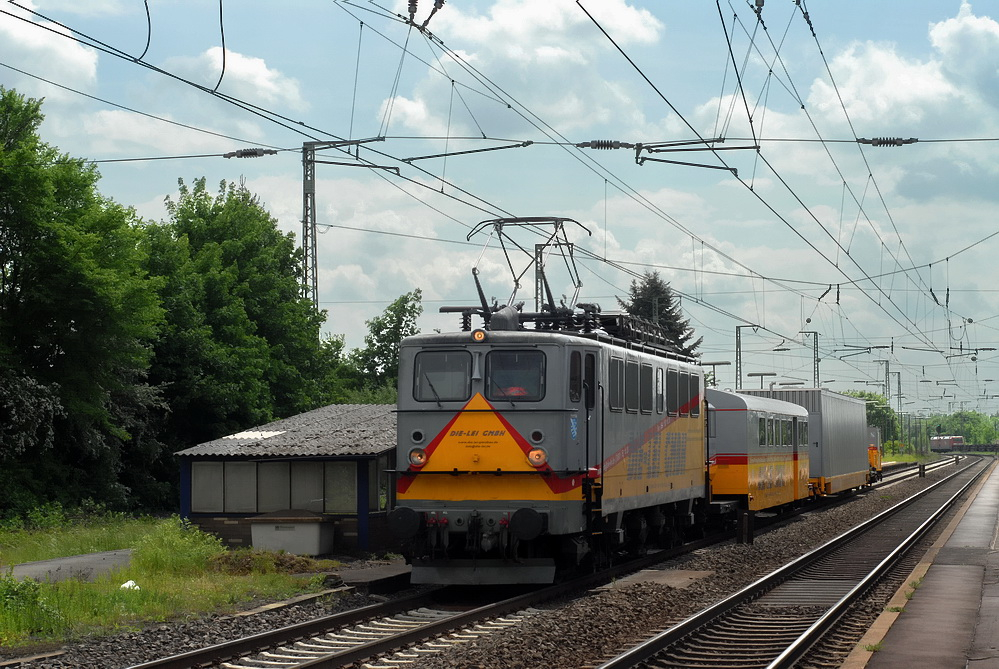
WAB 59 vermietet an DIE-LEI GmbH Kassel in Lollar

Die nach Deutschland zurückgekommenen Loks wurden alle über die WAB eingesetzt. Einige Loks waren auch vermietet wie WAB 59 (ehemals 142 133) an die DIE-LEI GmbH in Kassel oder elf Loks an die mittlerweile insolvente Energy Rail GmbH in Cottbus. Vom letztgenannten Eisenbahnverkehrsunternehmen wurde die Baureihe 142, dank der in der Schweiz von Stadler Rail AG eingebauten Vielfachsteuerung, in Doppeltraktion vor schweren Güterzügen mit einem Bruttogewicht von bis zu 2.700 Tonnen eingesetzt. Ebenso sind zwei Fahrzeuge bei der Eisenbahngesellschaft Potsdam im Dienst.

## Museumsloks

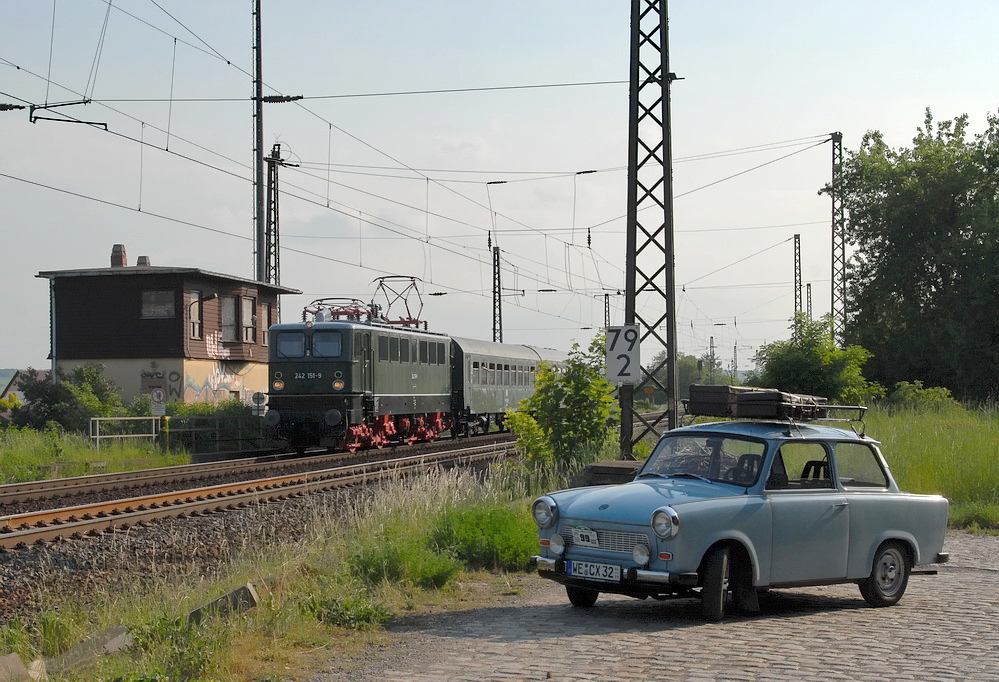
242 151 in Oßmannstedt

Es existieren vier Museumsloks. Der Thüringer Eisenbahnverein hat 1998 die Lok 242 151 als Museumslok von der Deutschen Bahn AG erworben. Nach ihrer Aufarbeitung wurde sie ab Juni 2008 an die Schweizer Centralbahn AG vermietet und ist seit Fristablauf wieder in Weimar. Außerdem besitzt das DB Museum seit 2005 die 142 255, die als Leihgabe von der BSW-Gruppe Traditionsgemeinschaft Bw Halle P e. V., Halle (Saale), betreut wird. Ebenfalls dem DB Museum gehört die im Sächsischen Eisenbahnmuseum hinterstellte 242 002. Die E 42 001 ist bei der PRESS im Einsatz.